# 1914 في إسبانيا
فيما يلي قوائم الأحداث التي وقعت خلال عام 1914 في إسبانيا.

## رياضة
- 1 يناير – كأس برانس

## كتب
من الكتب التي صدرت هذه السنة في إسبانيا:
- 1 يناير – بلاتيرو وأنا من تأليف خوان رامون خيمينيث.

## مواليد

### يناير
- 5 يناير – غيرمان غوميز لاعب كرة قدم إسباني.

### يونيو
- 3 يونيو – إغناثيو بونسيتي طبيب إسباني.[1]

### يوليو
- 6 يوليو – خوسيه غارثيا نييتو[2]

### أغسطس
- 28 أغسطس – جوسيب إسكولا لاعب ومدرب كرة قدم إسباني.[3]

### ديسمبر
- 29 ديسمبر – دومينيك بالامانيا لاعب كرة قدم.[4]

## وفيات

### مايو
- 12 مايو – إيوجينو مونتيرو ريوس (مواليد 1832) سياسي إسباني.[5]